# Флешка. Дефрагментація
«Флешка. Дефрагментація»  — новела українського письменника Юрка Іздрика; надрукована 2009 року видавництвом «Таке». 
| Якщо ти вибираєш світло і тобі потрібна лише мить, аби попрощатися з пітьмою, то знай: ти вибрав пітьму – адже ця мить і є твоїм життям, іншого часу в тебе нема й не буде. Урган Джамбон Тулку VII Перечитуючи писані в різні роки й зібрані під однією обкладинкою тексти, бачиш клаптиковість чи, радше, фрагментованість думок, цілість яких розкидана уламками недорікуватостей по різних сторінках. Комп’ютер вміє дефрагментувати файли, щоб пришвидшити доступ до них. Мені важливо дефрагментувати кілька здогадок та інтонацій, які в цій книжці, сподіваюсь, є. Склеїти піщинки в цеглинки. Зібрати порох в первинний камінь. Для цього я відмовився від оригінальних назв творів; в певний спосіб розбив сукупний текст на фрагменти й перемонтував їх; спробував зменшити кількість прикмет-ників, а ще поцупив у когось «ексклюзив-ний», як нині кажуть, тобто призначений лише для цього видання спосіб верстки, власне той, який бачите. - 2009 рік — видавництво «Таке». 1. 2. 3. 1. Юрко Іздрик. Флешка. Дефрагментація (електронний варіант) на Google Docs. — Процитовано 15 грудня 2012 \| \| Це незавершена стаття про книгу. Ви можете допомогти проєкту, виправивши або дописавши її. \| |                                                                                            |
| книги | Це незавершена стаття про книгу. Ви можете допомогти проєкту, виправивши або дописавши її. |